# Авъл Вителий (консул 32 г.)
Авъл Вителий (на латински: Aulus Vitellius; † 32 г.) е сенатор и политик на ранната Римска империя.
Произлиза от фамилията Вителии от Луцера. Той е син на Публий Вителий, квестор, конник и управител (procurator) при император Август.
Авъл Вителий има трима братя:
- Квинт Вителий, сенатор
- Публий Вителий, сенатор, претор († 32 г.)
- Луций Вителий е консул през 34, 43, 47 г. и е баща на император Авъл Вителий

През юли 32 г. Авъл Вителий е суфектконсул на мястото на Луций Арунций Фурий Камил Скрибониан заедно с Гней Домиций Ахенобарб, биологичният баща на Нерон. Той умира по време на службата си.